# کوه آلیس (کلرادو)
کوه آلیس (به انگلیسی: Mount Alice) یک کوه در ایالات متحده آمریکا است که در کلرادو واقع شده‌است. کوه آلیس ۴٬۰۵۸٫۴۶ متر بالاتر از سطح دریا واقع شده‌است.